# IC 5146
IC 5146 — емісійно-відбивна туманність у сузір'ї Либідь.
Цей об'єкт міститься в оригінальній редакції індексного каталогу.